# Ивица (приток Неи)
Ивица — река в России, протекает по Парфеньевскому району Костромской области. Устье реки находится в 120 км от устья Неи по левому берегу. Длина реки составляет 12 км.
Ивица начинается в заболоченном лесу к западу от деревни Большое Отряково и в 22 км к северо-востоку от села Парфеньево. Течёт по ненаселённому лесу на юг, впадает в Нею западнее деревни Тотомица.

## Данные водного реестра
По данным государственного водного реестра России относится к Верхневолжскому бассейновому округу, водохозяйственный участок реки — Унжа от истока и до устья, речной подбассейн реки — Бассей притоков Волги ниже Рыбинского водохранилища до впадения Оки. Речной бассейн реки — (Верхняя) Волга до Куйбышевского водохранилища (без бассейна Оки).
Код объекта в государственном водном реестре — 08010300312110000016331.